# B.G. Knocc Out
Al Hasan Naqiyy, geboren als Arlandis Hinton (Compton, 23 januari 1975), beter bekend als B.G. Knocc Out, is een Amerikaans rapper. Hij is vooral bekend om zijn samenwerking met Eazy-E. Hij is ook de jongere broer van rapper Dresta.

## Biografie
Arlandis Hinton is geboren en getogen in Compton, Californië. Hij en zijn broer Andre Wicker werden lid van de bende Crips. Ze waren aangesloten bij Nutty Blocc Compton Crips.
De broers werden ontdekt door Eazy-E, een rapper uit Compton. B.G. Knocc Out (Hinton) en Dresta (Wicker) tekenden bij Ruthless Records, het label van Eazy-E. Beiden verschenen op Eazy-E's 1993 multi-platina EP It's On (Dr. Dre) 187um Killa op de single "Real Muthaphuckkin G's" (die werd gecensureerd als "Real Compton City G's" voor radio en televisie). Het nummer zelf was een reactie op Dr. Dre en Snoop Dogg die verschillende diss-records maakten in de richting van Eazy-E op The Chronic.
In 1995 brachten B.G. Knocc Out en Dresta hun debuutalbum Real Brothas uit, wat nog steeds hun enige album is tot nu toe. Aan het einde van datzelfde jaar, hadden zij drie gastoptredens op Eazy-E's postume album Str8 off tha Streetz of Muthaphukkin Compton. Het jaar daarop, in 1996, verscheen hij op het debuutalbum van DJ Yella (van N.W.A) "One Mo Nigga Ta Go".
Arlandis Hinton werd veroordeeld tot twaalf jaar gevangenis voor een bende-gerelateerde poging tot moord in 1998. In de gevangenis bekeerde hij zich tot de islam en werd vrijgelaten in augustus 2006. Sindsdien is zijn naam Al Hasan Naqiyy.
Op september 2007 werd bevestigd dat hij opnieuw werd opgesloten voor een overtreding van de voorwaarden voor zijn vervroegde vrijlating. Hij werd opnieuw vrijgelaten in 2009 en heeft een album uitgebracht genaamd Eazy-E's Protege in de zomer van 2011.

## Discografie

### Albums
- Real Brothas (1995)
- Prince of Compton (2009)
- Eazy-E's Protege (2011)
- St. LA (2015)
- Blocc Boyz (2015)
- Uncommon (2017)
- 1- Up (2017)
- Da New Crip (2017)
- Features (2017)
- 5st Regime Change (2018)

- Library of Congress Control Number: no2015051665
- MusicBrainz: 8af8c348-2aab-498f-bd13-e4321c5352fc
- Virtual International Authority File: 315604191
- WorldCat: E39PBJcwGBpK7PkhBK6FmQYByd